# Sven Wernström
Sven Gunnar Wernström (* 3. April 1925 in Stockholm; † 6. September 2018 in Östra Husby, Östergötlands län) war ein schwedischer Kinder- und Jugendbuchautor.

## Leben
Wernström besuchte die achtjährige schwedische Folkskola und wuchs in einem literarisch ambitionierten Arbeitermilieu auf. Dazu gehörten Schriftsteller der „Klaraboheme“. Im Stockholmer Klaraquartier saßen sie in den Biercafés, in denen sein Vater als Drucker und Sven als Druckereilehrling verkehrten. 1944/45 besuchte Wernström ein halbes Jahr einen Volkshochschulkurs für Autoren. In dieser Zeit schrieb er sein erstes Jugendbuch, Falkar på jakt (Falken auf Jagd), das 1945 im Stockholmer Verlag Wallström erschien. In den darauf folgenden Jahren schrieb er zunächst konventionelle Mädchen- und Jungenbücher, viele davon unter Pseudonymen. Ab Mitte der 1960er Jahre schrieb er sozialistisch ambitionierte Literatur. Seinen Büchern gemein ist die Klassenperspektive ihres Erzählens. Wernström lebte ab 1970 in Vikbolandet, östlich von Norrköping. Er starb im September 2018 im Alter von 93 Jahren.

## Werk und Bedeutung
Wernström gehörte mit Harry Kullman, Inger Brattström, Stig Malmberg und Siv Widerberg zur kleinen Zahl schwedischer Jugendbuchautoren, die in den 1960er Jahren auf Deutsch erschienen. Für die Erzählung Malin von Hejpytten (Knechte, Bd. 8, 18. Jh.) bekam er 1988 den Heinrich-Wolgast-Preis. Die moderne Jugendliteratur Schwedens ist, wie ihre Autoren, „Kind des Wohlfahrtsstaates“ (Folkhemmet). Wernström gilt als klassischer Arbeiterschriftsteller. Er war der einzige schwedische Jugendbuchautor, der Zeit seines Schreibens sozialistische Positionen bezog. Wernström erneuerte mit seinen Knechten ab 1973 ff. den geschichtlichen Jugendroman. Seine Perspektive war auf die Alltagswelt der einfachen Menschen gerichtet. Das von ihm entwickelte Genre des sozialkritischen geschichtlichen Jugendromans wurde erst in den 1980er Jahren durch Autoren wie Mats Wahl weitergeführt.
Wernströms Entwicklung als Autor wurde stark durch die Reflexion seiner Erfahrungen in der aus seiner Sicht „bildungsfeindlichen“ schwedischen Volksschule und in der rigiden Jugendarbeit geprägt. Seine Wandlung zum Verfasser emanzipatorischer Literatur begann bereits 1958 mit der Erzählung Gården (Das Jugendzentrum), also ein Jahrzehnt vor der emanzipatorischen Wende in der Kinder- und Jugendliteratur während der Protestbewegungen ab Mitte der 1960er Jahre. Er hatte in den 1950er Jahren in seiner Freizeit in Jugendzentren gearbeitet und nach der Lektüre der Romane B. Travens 1962 Mexiko sowie 1966 und 1968 Kuba bereist. Wernström schrieb seitdem über die unterschiedlichsten gesellschaftskritischen Themen und bediente sich dabei ganz unterschiedlicher Genres: In Kriminalromanen, Robinsonaden, Utopien, Märchen, Science-Fiction, realistischen, teils semidokumentarischen Erzählungen und Romanen schrieb er über die Lebenswelten Jugendlicher, ihr Aufbegehren gegen Schule und Gesellschaft in Peergroups, von der Unterdrückung und Ausbeutung der Armen und Entrechteten, über Freiheitskämpfe von Guerillabewegungen und Alphabetisierung in Lateinamerika u. v. m. Er verarbeitete oft Rechercheergebnisse aus Bibliotheken, Archiven und Interviews.
Bereits in Gården (1958; Der Hof; ein Jugendzentrum) und später in Rebellerna (1964; Die Rebellen) und Mannen i det låsta rummet (1966; Der Mann im geschlossenen Zimmer), im Theaterstück Spelet om plugget (1969; Das Spiel über die Penne) und in Mannen på gallret (1969; Der Mann auf dem Gitter) äußerte er Kritik an der schwedischen Sozialdemokratie und an den pädagogischen Institutionen. Die Kubanische Revolution schilderte Wernström in Upproret (1968; dt.: Sie kamen aus den Bergen, 1974), sein erstes Buch, in dem ein Mädchen die aktive Rolle übernimmt – und beispielhaft für seine Erzählweise ist. Die Handlung basiert auf Recherchen in Kuba, ist fiktional, basiert aber auf Fakten. In Skatten i de fattigas by (1970; dt.: Der Schatz im Dorf der Armen, 1973) erleben schwedische Kinder die revolutionäre Stimmung in Guatemala.
In seinem umfangreichsten Werk, den Bänden der Trälarna (1973–1981; dt.: Knechte, 1978 ff.), an dem er über zehn Jahre arbeitete, ließ Wernström das Alltagsleben der Menschen im schwedischen Norrköping in verschiedenen Epochen, beginnend im 11. Jh. bis an den Beginn der 1980er Jahre, lebendig werden. Auf Deutsch erschienen die Erzählungen vom 11. bis zum 18. Jh. Nacheinander ließ Wernström jedes Jahrhundert im Brennglas einer Erzählung lebendig werden. Er nahm sich Zeit für das Besondere von Menschen, von technischen Neuerungen, von menschlichen Schwächen und Stärken, Freuden und Leiden.
In der Trilogie Den underbara resan (1985–1987; Die wunderbare Reise) unternimmt die Hauptfigur eine Reise wie Nils Holgersson und entdeckt die Umweltprobleme Schwedens. Seither waren die Bücher Wernströms von seiner pessimistischen Gesellschaftssicht geprägte Variationen auf seine in den vorangegangenen Phasen entwickelten Themen und Erzählweisen. Die zunehmende gesellschaftliche Gewalt thematisierte er in Tuffingarna (1988; Harte Kerle). In Dags att dö. En framtidsberättelse (2000; Zeit zu sterben. Eine Zukunftsgeschichte) und Den galna planeten (2001; Der verrückte Planet) wird der jenseits aller ideologischen Differenzen vorhandene Glaube an eine „bessere Zukunft“ zum Gefühl des Ausgesetztseins, ja der Hoffnungslosigkeit.
In der Erzählung Kalle Finkel och Makten (2005; Kalle Fusel und die Macht) artikulierte der Autor einen spätaufklärerischen Pessimismus mit einer Tendenz zu romantischem Eskapismus und misanthropischer Sicht auf die Welt. Eine pessimistische, apokalyptische Weltsicht findet sich in seinem letzten belletristischen Werk, in dem Kurzroman Tusen år efteråt (2012; Tausend Jahre später).

## Auszeichnungen (Auswahl)
- Nils-Holgersson-Plakette 1974
- Zilveren Griffel 1977
- Expressens Heffaklump 1978
- Heinrich-Wolgast-Preis 1988
- LOs kulturpris 2004 des schwed. Gewerkschaftsbundes für Wernströms Lebenswerk[8]

## Werke in deutscher Übersetzung
- Mazir. Wirbelwind der Wüste, Düsseldorf: Hoch 1960 (Mazir, den vita kamelen, 1956)
- Tarpa, der Wildhengst, Hannover: N. Jugendschr. 1961 & 1977 (Tarpa, vildhästen, 1958)
- Ulli geht auf Entdeckung, Lengerich: Klein 1963 (Spökhuset, 1959)
- Zita, der Gepard, Düsseldorf: Hoch 1963 & Berlin: DBG 1965 (Zita, geparden, 1959)
- Licht in der Schlossruine, Balve: Engelbert 1965 (Det spökar, 1960)
- Sombra, der Jaguar, Lengerich: Klein 1963 (Sombra, jaguaren, 1961)
- Ini, das geheimnisvolle Zeichen, Balve: Engelbert-Verl. 1965 (Mexikanen, 1963)
- Spuren in Costa Rica, Hannover: N. Jugendschr. 1970 & 1980 (Vägen till Costa Rica, 1962)
- Die Fabrik gehört uns, Berlin: Basis [ca. 1971] (Olle och fabriken, 1970)
- Der Schatz im Dorf der Armen, Berlin: Basis 1973 & 1976 (Skatten i de fattigas by, 1970)
- Flieh vor Sonnenaufgang, Zürich, Köln: Benziger 1974 & Ravensburg: Maier 1986 (Befriaren, 1965)
- Sie kamen aus den Bergen, Berlin: Basis 1974 (Upproret, 1968)
- Knechte, Berlin: Basis (Trälarna 1000-1700-talet, 1973–1977; außer Dödens skepp, 1000-talet und Drottningens skomakare, 1600-talet):
  - 1. Teil: Das Menschenopfer, 11. Jh. (1000-talet); Die Hochzeit des Knechtsmädchens, 12. Jh. (1100-talet), 1978
  - 2. Teil: Der Mann aus Varnhem, 12. Jh. (1100-talet); Die Freigegebenen, 13. Jh. (1200-talet), 1979
  - 3. Teil: Kampfspiele, 13. Jh. (1200-talet); Der Schwarze Tod, 14. Jh. (1300-talet), 1980
  - 4. Teil: Elena und Ritter Falkenfuß, 14. Jh. (1300-talet), 1981
  - 5. Teil: Aufruhr und Falschheit; Aufstand von Ringstaholm, 15. Jh. (1400-talet), 1982
  - 6. Teil: Die Nachtwächter; Das Mädchen in der Finsternis, 16. Jh. (1500-talet), 1984
  - 7. Teil: Das Vierte Gebot der Unterdrücker, 17. Jh. (1600-talat); Die Flucht aus dem Spinnhaus, 18. Jh. (1700-talet), 1985
  - 8. Teil: Malin von Hejpytten, 18. Jh. (1700-talet), 1987 und neu übersetzt: VSB 2003

## Deutschsprachige Sekundärliteratur
- Becker/Oberfeld (Hrsg.): Die Menschen sind arm, weil sie arm sind. Die Dritte Welt im Spiegel von Kinder- und Jugendbüchern. Frankfurt/M. 1977 (darin drei Aufsätze zu Wernström)
- GEW verleiht Jugendliteraturpreis. In: Fundevogel. H. 50. 1988, S. 3
- Horst Heidtmann: Laudatio zum „Heinrich-Wolgast-Preis“ der GEW 1988. In: Informationen Jugendliteratur und Medien – Jugendschriften-Warte Nr. 2/1988, S. 34–38
- Winfred Kaminski: Sven Wernström. In: Lexikon der Kinder- und Jugendliteratur. Band 3. Weinheim 1979, S. 791–792
- Jörg Knobloch: Aufstieg einer Hungerleiderin. Wolgast-Preis für historischen Roman. In: Eselsohr Nr. 7/1988, S. 17–18
- Jörg Knobloch: Handreichung für den Unterricht – Sven Wernström: Knechte 8 – Malin von Hejpytten (18. Jh.). In: Materialien Jugendliteratur und Medien, Nr. 18/1988, S. 11–14.
- Dirk Röpcke: „Ich verändere mich, also bin ich!“ Der schwedische Arbeiterschriftsteller Sven Wernström. In: Röpcke, Dirk: Multikulti-Öko-Märchen. Literatur, Pädagogik, Kultur und Politik im Übergang. Hamburg 2002, S. 80–94
- Dirk Röpcke: Spannend schreiben und erklären, was man nicht in der Schule lernt. Der schwedische Jugendbuchautor Sven Wernström. In: Beiträge Jugendliteratur und Medien, Nr. 4/2005, S. 261–265
- Dirk Röpcke: Didaktische Subversion. Sven Wernströms Werkentwicklung. Anares, Bremen 2013. ISBN 978-3-935716-76-5
- Geralde Schmidt-Dumont: Zur Geschichte des Heinrich-Wolgast-Preises. Kinder- und Jugendliteratur zur Arbeitswelt. In: Beiträge Jugendliteratur und Medien Nr. 2/2004, S. 100–104
- Hans Weber: GEW verleiht H. Wolgast-Preis 1988. In: Eselsohr. Jg. 7, H. 6 1988, S. 6
- Gina Weinkauff: Ent-Fernungen. Fremdwahrnehmung und Kulturtransfer in der deutschsprachigen Kinder- und Jugendliteratur seit 1945. Bd. 1., Fremdwahrnehmung. Zur Thematisierung kultureller Alterität in der deutschsprachigen Kinder- und Jugendliteratur seit 1945. Mit einem Vorw. v. Ulrich Nassen. München 2006 (Darin das Kap.: „Westliche“ sozialistische Abenteuerliteratur: Karl Bruckner und Sven Wernström, S. 144–162)
- Der Wolgastpreis 1988. In: Materialien Jugendliteratur und Medien, Nr. 18/1988, S. 4–8 (Begründungen der Jury 1988, d. i. Elfriede Kiefer, Malte Dahrendorf, Horst Heidtmann)